# Cariblatta exquisita
Cariblatta exquisita es una especie de cucaracha del género Cariblatta, familia Ectobiidae.

## Distribución
Esta especie se encuentra en Brasil.